# Ut de Franzosentid
Ut de Franzosentid ist ein Roman des niederdeutschen Schriftstellers Fritz Reuter (1810–1874), der erstmals 1859 erschienen ist. Die hochdeutsche Übersetzung lautet Aus der Franzosenzeit.

## Inhalt
Der Roman Ut de Franzosentid schildert Ereignisse, wie sie sich ähnlich während der französischen Besatzungszeit durch Napoleon 1813 in Reuters Geburtsstadt Stavenhagen in Mecklenburg ereignet haben können, als der Schriftsteller selbst noch ein Kind war. Reuters Vater war in der Stadt Bürgermeister, der Amtshauptmann  (Johann Joachim) Heinrich Weber (1757–1826) sein Pate.
Nachdem die napoleonischen Truppen sich aus Russland zurückziehen mussten, waren sie wieder nach Westen in Richtung Heimat unterwegs. Einquartierungen und Requirierungen machten der Bevölkerung zu schaffen. Als sich eines Tages marodierende Soldaten in Stavenhagen zeigen, versucht der Amtshauptmann Weber, der kein Französisch versteht, einen wild gestikulierenden Chasseur zu besänftigen, indem er ihm Wein vorsetzt. Der gerade anwesende Müller Voß erweist sich dabei als trinkfester Saufkumpan, so dass am Ende der Franzose bewusstlos unter dem Tisch liegt. Der ebenfalls schwer betrunkene Müller will den Franzosen, mit dem er Bruderschaft getrunken hat, nicht zurücklassen und befiehlt seinem Knecht Friedrich ihn hinten auf den Wagen zu laden und mit nach Hause in die Mühle zu bringen. Da Friedrich dies für keine gute Idee hält, entledigt er sich unterwegs des Franzosen, indem er ihn irgendwo unter einem Baum schlafend zurücklässt. Dabei entdeckt er eine große Menge von den Franzosen gestohlener Wertsachen, die er dem Soldaten, dem „Chasseur“, abnimmt.
Am nächsten Tag übergibt er den Schatz dem Müller, der sich an nichts mehr erinnern kann. Da er in sehr großen finanziellen Schwierigkeiten ist, käme ihm das Geld gerade gelegen. Doch seine Tochter Fieken („Friederike“) macht ihm eindringlich klar, dass er die Wertsachen keinesfalls behalten dürfe. Wenn ihn die Franzosen ertappten, würde es ihm schlecht ergehen. So macht er sich wieder auf den Weg zum Amtshauptmann, um ihm die Sachen zu übergeben. Doch unterwegs stellt sich heraus, dass der Franzose inzwischen verschwunden ist.
Während der Müller den einen Franzosen unschädlich gemacht hatte, hat der Uhrmacher Droz, der in Stavenhagen als einziger die französische Sprache beherrscht und zudem eine französische Uniform besitzt, die restlichen Soldaten vertrieben, indem er sich als regulärer französischer Offizier ausgab, vor dem die Marodeure Reißaus nahmen. Als nun aber tatsächlich ein reguläres französisches Regiment unter Oberst von Toll in Stavenhagen eintrifft, wird die Lage schwierig. Für den Oberst muss es so aussehen, als wäre ein französischer Soldat von der Bevölkerung ermordet worden. Um die schwindende Autorität der Franzosen zu wahren, will er ein Exempel statuieren und verhaftet eine ganze Anzahl von ehrenwerten Stavenhagenern, darunter den Müller und auch den Bürgermeister. Da er auch die gestohlenen Wertsachen findet, wittert er unerhörte Vorgänge und nimmt die Verhafteten beim Abzug seiner Truppen mit.
Aber Friedrich, der Knecht des Müllers, macht sich inzwischen auf die Suche nach dem verschwundenen Franzosen, um auf diese Weise zu beweisen, dass die Beschuldigten die Wahrheit gesagt haben. Nach längerem Suchen gelingt es ihm tatsächlich, den Franzosen nicht nur zu finden, sondern ihn auch zu fangen. Der Amtshauptmann hat hingegen Zeugen beigebracht, dass es sich bei den Wertsachen um das Eigentum von Deutschen handelt, das ihnen unrechtmäßig abgenommen worden war. So kommen alle wieder frei, während der Franzose hingerichtet wird. Unter großem Jubel der Bevölkerung kehren die Freigelassenen nach Stavenhagen zurück.
Der wichtigtuerische Onkel Herse, der auch Notar ist, entdeckt im Vertrag des Müllers, der sich nach wie vor in großer finanzieller Bedrängnis befindet, einen Passus, nachdem dem Müller für jedes ihm zum Mahlen übergebene Scheffel ein ganzes Scheffel als Lohn zustehe. Dies ist aber offenkundig nur ein beim Protokollieren unterlaufener Schreibfehler („ganzes Scheffel“ statt „ganzes Maß“). Mit schlechtem Gewissen, aber durch die Not gedrängt und durch den Zuspruch Herses gestärkt, macht sich Müller Voß daran, den fragwürdigen Mahllohn einzubehalten, womit er nach einiger Zeit alle seine Schulden beim Juden begleichen kann. Doch die Leute lassen sich natürlich nicht gefallen, dass sie für ihr Korn kein Mehl bekommen und verklagen den Müller. Amtshauptmann Weber muss den Müller verurteilen, während er Herse scharf rügt, den Leuten solch dumme Ratschläge zu geben und ihm (erfolgreich) rät, auf seine Notarlizenz in Zukunft zu verzichten. Zu gleicher Zeit spricht der Amtshauptmann stattdessen Friedrich, dem Knecht des Müllers, einen großen Teil des herrenlosen Diebesguts zu, da er den Dieb gefasst hatte. Dies kommt ihm gerade ungelegen, da er mit dem Landsturm gegen die Franzosen ziehen will. Auf einen Wink des Amtshauptmanns hin leiht Friedrich nun dem notleidenden Müller das Geld, solange er bei den Soldaten ist, und Müllers Fieken gelingt es damit, die Mühle wieder wirtschaftlich auf die Beine zu bringen. Am Ende gibt es ein Happy End und eine Doppelhochzeit, bei der außer Müllers Fieken auch noch das Fieken vom Schlosshaushalt geehelicht werden, Müllers Fieken vom Sohn eines der Hauptgläubiger des Müllers,  das andere Fieken von dessen Knecht Friedrich.

## Bedeutung
Ut de Franzosentid ist der erste der autobiographischen Romane Reuters, die er alle in niederdeutscher Sprache verfasst hat. Im Vordergrund stehen dabei noch ganz die lokalen Ereignisse und die Charaktere, die Reuter humorvoll erzählt, während der Gang der Handlung hinter den anekdotenhaften Episoden in den Hintergrund tritt. Reuter geht mit der Wahrheit frei und kreativ um, aber im Grunde handelt es sich um Ereignisse, die tatsächlich passiert sind und im Familienkreise erzählt wurden. Auch die handelnden Personen sind real.

## Ausgaben
- Olle Kamellen. Twei lustige Geschichten. Hinstorff, Wismar 1859
- Olle Kamellen, erster Theil. Hinstorff, Wismar 1862
- Werke 12 Bände, Bd. 3. Leipzig 1936
- Gesammelte Werke und Briefe Bd. 4. Rostock 1967
- Werke in drei Bänden Bd. 1. Aufbau-Verlag, Berlin und Weimar 1972
- Ut de Franzosentid. Rostock 1979
- Ut de Franzosentid. Heide 1981
- Ut de Franzosentid. BookSurge Publishing, 2001, ISBN 0-543-89389-8
- Ut de Franzosentid (Hörbuch), gelesen von Gerd Lüpke. Tennemann Verlag, Schwerin 2013, ISBN 978-3-941452-28-2 (Doppel-CD)

## Übersetzungen

### Hochdeutsch
- Aus der Franzosenzeit. Eine lustige Geschichte für Jugend und Volk. Ü.: Friedrich Kleemeier. Dietrich, München 1909
- Aus der Franzosenzeit. Ü.: Gerhard Henner. Bachem, Köln 1912
- Aus der Franzosenzeit. Ü.: A. von Schweigert. Oberösterreichischer Volksbildungsverein, Linz 1915
- Aus der Franzosenzeit. Ü.: Anna Schotten. Heling, Leipzig 1933
- Aus der Franzosenzeit. Ü.: Heinrich Conrad. Janke, Leipzig 1939
- Die Franzosengeschichte. Ü.: Fritz Meyer-Scharffenberg. Hinstorff, Rostock 1962
- Gezeiten des Lebens. Die Romane der Erinnerung. Ü.: Friedrich und Barbara Minssen. Langen-Müller, München und Wien 1976
- Autobiographische Romane. Ü.: Friedrich und Barbara Minssen. Deutscher Taschenbuch Verlag, München 1978

### Englisch
- In the Year ’13: A Tale of Mecklenburg Life. Ü.: Charles Lee Lewes. 1867
- When the French Were Here. Ü.: Carl F. Bayerschmidt

### Finnisch
- Ranskalais-vuodelta 1813. Ü.: Martti Raitio. Söderström, Parvoossa 1915

### Schwedisch
- Fransmän i stan. Ü.: Edwin Kallstenius. Natur och kultur, Stockholm 1960

## Dramatisierung
- Karl Nahmmacher. Hinstorff, Wismar 1926

## Verfilmungen
- Onkel Bräsig erzählt, BRD 1979 (TV-Serie; Regie: Stanislav Barabáš)
- Aus der Franzosenzeit, BRD 1981 (TV; Regie: Dagmar Damek)

## Hörspiel
- 1952: Ut de Franzosentied – Regie: Hans Freundt, mit Hans Mahler (Amtshauptmann Wewer), Otto Lüthje (Uhrmaker Droi), Magda Bäumken (Mamsell Westphalen), Heidi Kabel (Fiken), Heini Kaufeld (Fritz Sahlmann), Heinz Lanker (Oberst von Troll), Walter Scherau (Möller Voß), Hartwig Sievers (Unkel Herse), Georg Pahl (Bürgermeister), Willem Fricke, (Hinrich) und Günther Siegmund, (Friedrich) (NWDR Hamburg)